# Zlatna legenda
Zlatna legenda ili životi svetaca (lat. Aurea legenda aut vitae sanctorum) zbirka je životopisa svetaca koju je napisao Jakov Voraginski oko 1260. godine.
Djelo je prvi put objavljeno između 1450. i 1475. godine te je ubrzo prevedeno na brojne jezike. Pri pisanju djela, Voraginski se služio evanđeljima, Djelima apostolskim i zapisima ranih kršćanskih i svjetovnih pisaca.

### Članci
- Dragić, Helena. 2022. Apostoli sv. Filip i Jakov Alfejev u hagiografiji i poeziji Marka Marulića. Nova prisutnost. Kršćanski akademski krug. Zagreb. 10 (1): 89–101